# Dufourea dilatipes
Dufourea dilatipes là một loài Hymenoptera trong họ Halictidae. Loài này được Bohart mô tả khoa học năm 1948.